# 显苞楼梯草
显苞楼梯草（学名：Elatostema bracteosum）为荨麻科楼梯草属的植物，是中国的特有植物。分布于中国大陆的贵州等地，生长于海拔450米的地区，多生长于山谷阴湿处，目前尚未由人工引种栽培。